# Birkenkopfverwerfung
Die Birkenkopfverwerfung ist ein flächenhaftes Naturdenkmal und ein Geotop auf dem Gebiet der Stadt Stuttgart.

## Kenndaten
Das Naturdenkmal wurde mit Verordnung vom 24. Juni 2003 unter dem Namen Erdgeschichtlicher Aufschluss „Birkenkopfverwerfung“ ausgewiesen. Es ist unter dem Namen Aufschluss am E-Fuß des künstl. aufgeschütteten Trümmerbergs Birkenkopf auch als Geotop registriert.

## Lage und Beschreibung
Das Naturdenkmal liegt am östlichen Hangfuß des Birkenkopfes in Stuttgart-West. Bei der Verwerfung handelt es sich um eine vertikale Verschiebung der geologischen Schichten Knollenmergel und Stubensandstein. Die Verwerfung wurde in den späten 1930er Jahren bei Straßenbauarbeiten an der heutigen Landesstraße 1187 angeschnitten. Das geologische Denkmal hat ein gemauertes Sichtfenster und verfügt über eine Bedarfsbeleuchtung.